# Česko na Halovém mistrovství Evropy v atletice 1996

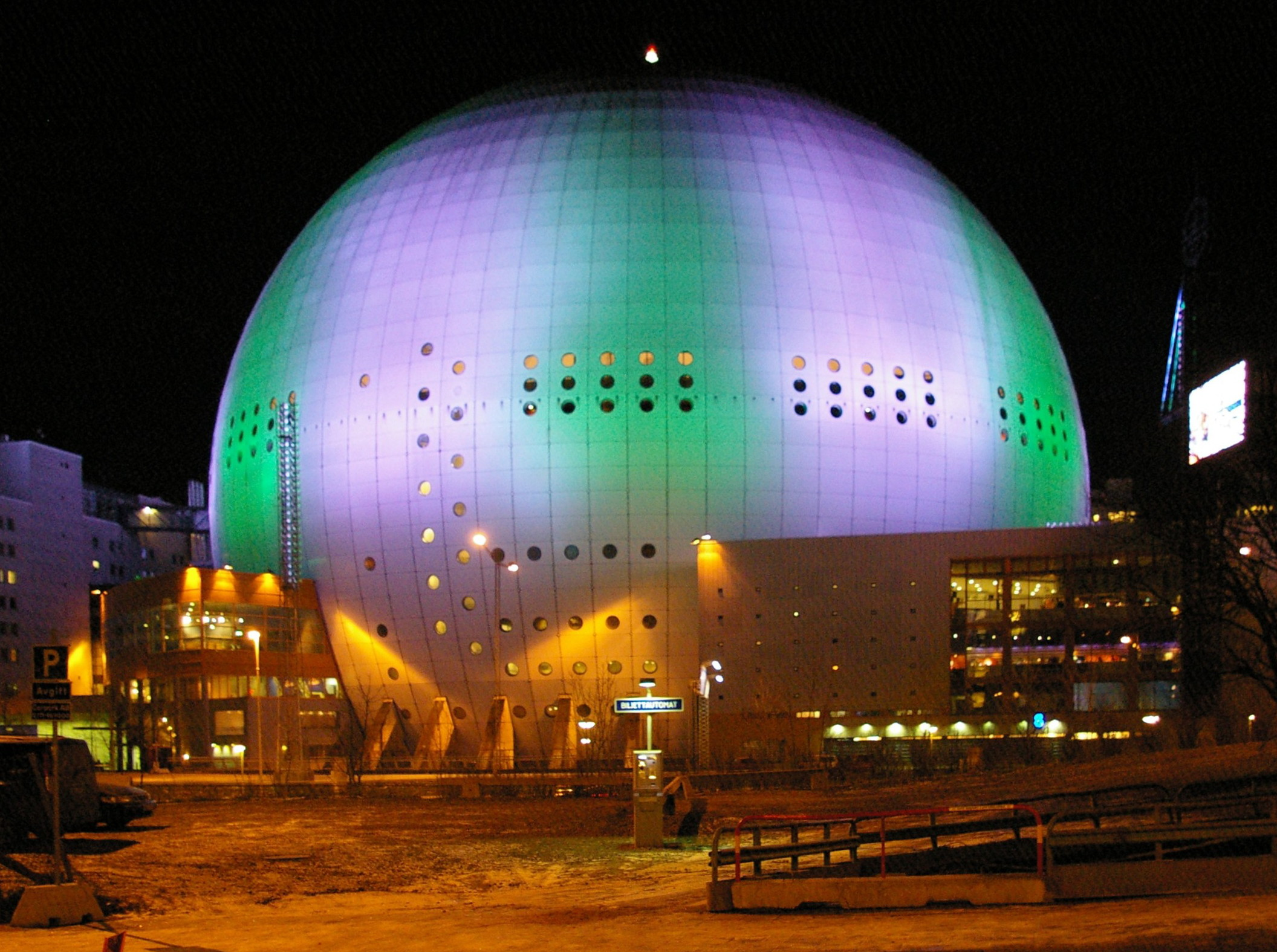
Hala Ericsson Globe

Halového ME v atletice 1996 ve Stockholmu se ve dnech 8. – 10. března zúčastnilo 18 českých atletů (8 mužů a 10 žen).
Zásluhou sprinterky Eriky Suchovské, trojskokanky Šárky Kašpárkové a vícebojaře Tomáše Dvořáka Česko vybojovalo tři stříbrné medaile. Těsně pod stupni vítězů, na 4. místě doběhla Ludmila Formanová v závodě na 800 metrů a čtvrtý skončil také Lukáš Vydra v běhu na 1500 metrů.

## Výsledky

### Muži
| Atlet         | Disciplína    | Kvalifikace | Kvalifikace | Rozběh  | Rozběh   | Semifinále  | Semifinále  | Finále      | Finále      |
| Atlet         | Disciplína    | Výkon       | Umístění    | Výkon   | Umístění | Výkon       | Umístění    | Výkon       | Umístění    |
| ------------- | ------------- | ----------- | ----------- | ------- | -------- | ----------- | ----------- | ----------- | ----------- |
| Ivo Krsek     | 60 m          |             |             | 6,81 s  | 22.      | nepostoupil | nepostoupil | –           | –           |
| Lukáš Souček  | 400 m         |             |             | 47,52 s | 4.       | 47,43 s     | 6.          | nepostoupil | nepostoupil |
| Lukáš Vydra   | 1500 m        |             |             | 3:41,51 | 3.       |             |             | 3:46,20     | 4.          |
| Jan Janků     | Skok do výšky | 2,25 m      | 2.          |         |          |             |             | 2,24 m      | 7.          |
| Milan Gombala | Skok daleký   | 7,89 m      | 7.          |         |          |             |             | NM          | –           |
| Martin Bílek  | Vrh koulí     | 17,97 m     | 17.         |         |          |             |             | nepostoupil | nepostoupil |

Sedmiboj
| Tomáš Dvořák  | Sedmiboj    |          |       |                  |
| Tomáš Dvořák  | Disciplína  | Výsledek | Body  | Umístění         |
| ------------- | ----------- | -------- | ----- | ---------------- |
|               | Běh na 60 m | 6,96 s   | 897   |                  |
| Skok daleký   | 7,55 m      | 947      |       |                  |
| Vrh koulí     | 15,52 m     | 822      |       |                  |
| Skok do výšky | 1,96 m      | 767      |       |                  |
| 60 m přek.    | 7,94 s      | 997      |       |                  |
| Skok o tyči   | 4,75 m      | 834      |       |                  |
| Běh na 1000 m | 2:42,10     | 850      |       |                  |
| Celkově       |             |          | 6 114 | Stříbrná medaile |

| Kamil Damašek | Sedmiboj    |          |       |          |
| Kamil Damašek | Disciplína  | Výsledek | Body  | Umístění |
| ------------- | ----------- | -------- | ----- | -------- |
|               | Běh na 60 m | 7,22 s   | 806   |          |
| Skok daleký   | 6,98 m      | 809      |       |          |
| Vrh koulí     | 15,02 m     | 791      |       |          |
| Skok do výšky | 2,02 m      | 822      |       |          |
| 60 m přek.    | 8,38 s      | 888      |       |          |
| Skok o tyči   | 4,65 m      | 804      |       |          |
| Běh na 1000 m | 2:34,29     | 938      |       |          |
| Celkově       |             |          | 5 858 | 8.       |

### Ženy
| Atletka             | Disciplína    | Kvalifikace | Kvalifikace | Rozběh  | Rozběh   | Semifinále   | Semifinále   | Finále       | Finále           |
| Atletka             | Disciplína    | Výkon       | Umístění    | Výkon   | Umístění | Výkon        | Umístění     | Výkon        | Umístění         |
| ------------------- | ------------- | ----------- | ----------- | ------- | -------- | ------------ | ------------ | ------------ | ---------------- |
| Zdeňka Mušínská     | 60 m          |             |             | 7,51 s  | 16.      | nepostoupila | nepostoupila | –            | –                |
| Erika Suchovská     | 200 m         |             |             | 23,26 s | 1.       | 23,39 s      | 2.           | 23,16 s      | Stříbrná medaile |
| Hana Benešová       | 400 m         |             |             | 53,29 s | 5.       | 52,75 s      | 8.           | nepostoupila | nepostoupila     |
| Helena Fuchsová     | 400 m         |             |             | 53,19 s | 4.       | 52,35 s      | 5.           | nepostoupila | nepostoupila     |
| Naděžda Koštovalová | 400 m         |             |             | 53,64 s | 8.       | 52,70 s      | 7.           | nepostoupila | nepostoupila     |
| Ludmila Formanová   | 800 m         |             |             | 2:03,64 | 2.       |              |              | 2:03,47      | 4.               |
| Zuzana Kováčiková   | Skok do výšky | 1,92 m      | 2.          |         |          |              |              | 1,80 m       | 12.              |
| Daniela Bártová     | Skok o tyči   |             |             |         |          |              |              | 3,95 m       | 6.               |
| Šárka Kašpárková    | Trojskok      | 14,25 m     | 3.          |         |          |              |              | 14,50 m      | Stříbrná medaile |

Pětiboj
| Helena Vinařová | Pětiboj     |          |       |          |
| Helena Vinařová | Disciplína  | Výsledek | Body  | Umístění |
| --------------- | ----------- | -------- | ----- | -------- |
|                 | Běh na 60 m | 8,49 s   | 1 019 |          |
| Skok do výšky   | 1,76 m      | 928      |       |          |
| Vrh koulí       | 10,86 m     | 586      |       |          |
| Skok daleký     | 6,31 m      | 946      |       |          |
| Běh na 800 m    | 2:19,38     | 832      |       |          |
| Celkově         |             |          | 4 311 | 9.       |